# Dandridge
Dandridge er en amerikansk by og administrativt centrum for det amerikanske county Jefferson County, i staten Tennessee. I 2010 havde byen et indbyggertal på 2.812.

## Ekstern henvisning
- Dandridges hjemmeside (engelsk) Arkiveret 1. november 2014 hos  Wayback Machine

36°1′43″N 83°25′26″V / 36.02861°N 83.42389°V